# Radar rozpoznania artyleryjskiego

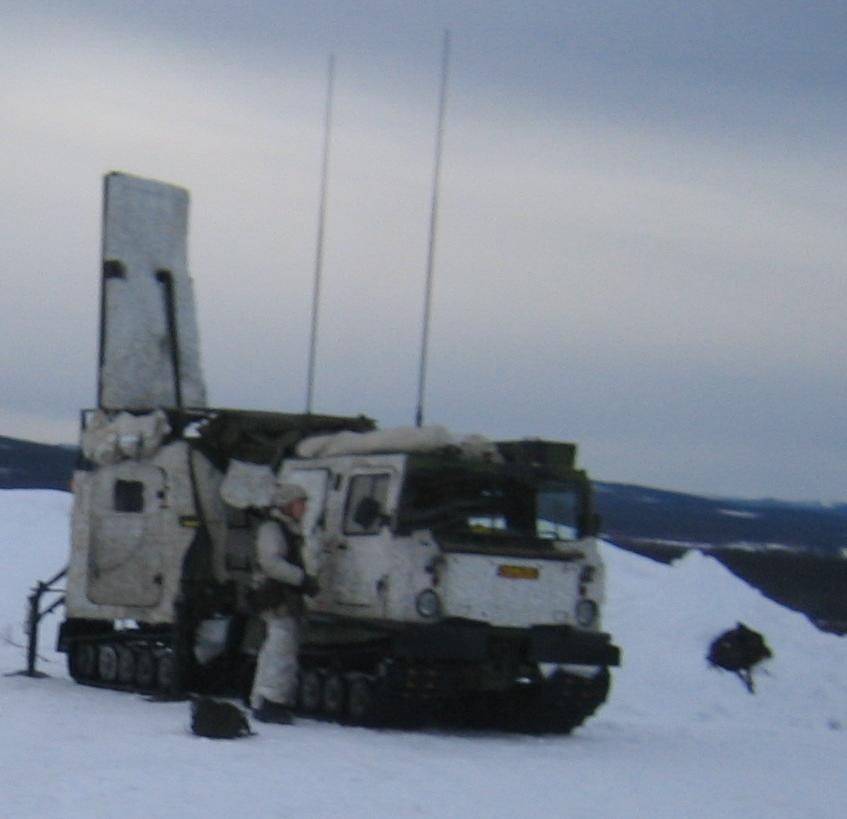
Szwedzki radar rozpoznania artyleryjskiego ARTHUR

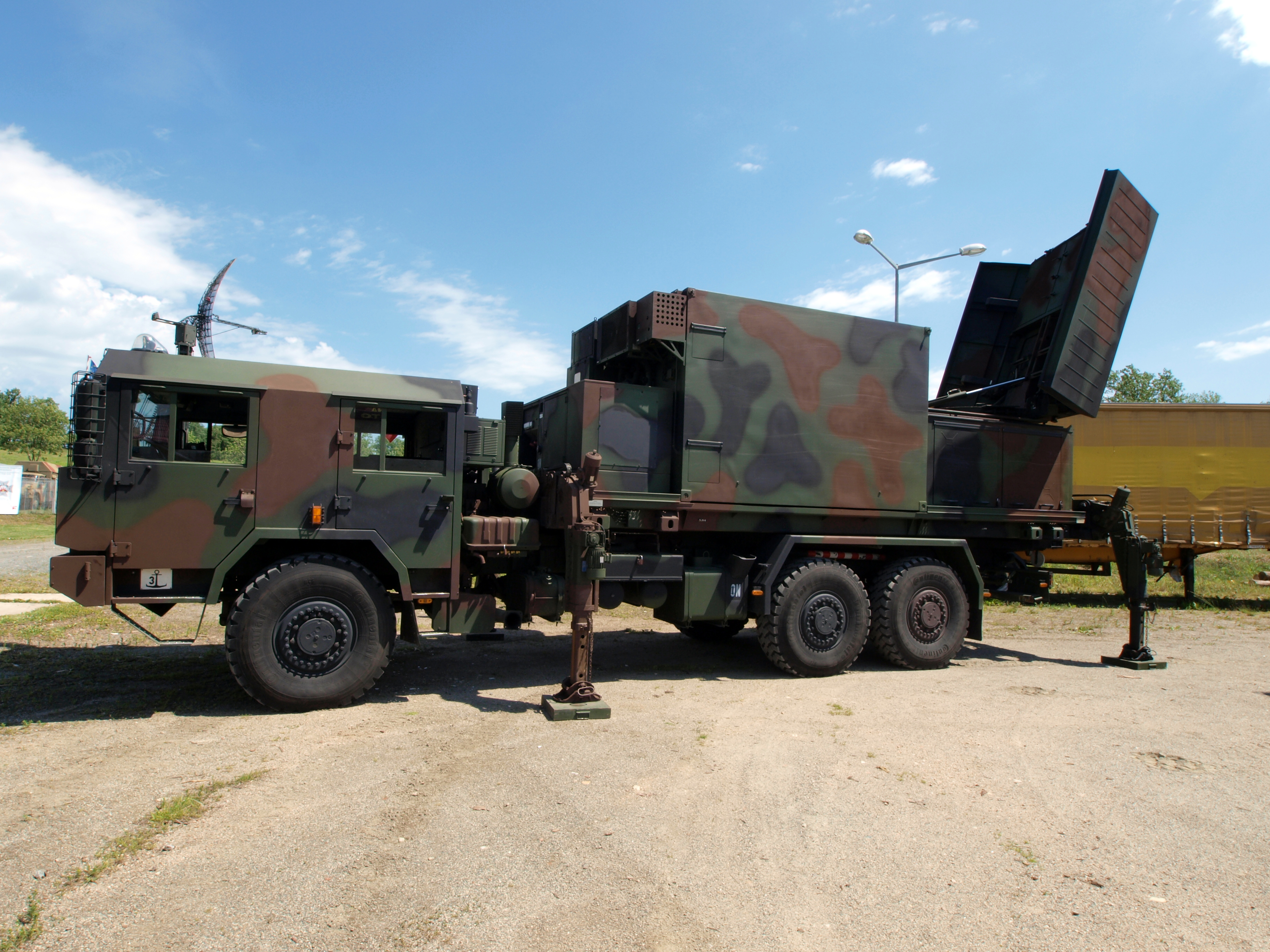
Polski radar artyleryjski WLR 100 Liwiec

Radar rozpoznania artyleryjskiego – radar przeznaczony do śledzenia toru ruchu pocisków artyleryjskich, pocisków rakietowych, moździerzowych, lokalizacji miejsca ich wystrzelenia oraz punktu ich upadku.